# Anneau oculaire
 (février 2024).
Si vous disposez d'ouvrages ou d'articles de référence ou si vous connaissez des sites web de qualité traitant du thème abordé ici, merci de compléter l'article en donnant les références utiles à sa vérifiabilité et en les liant à la section « Notes et références ».

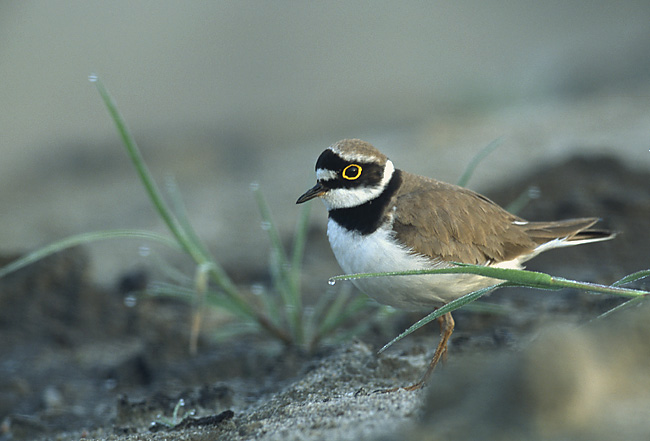
L'anneau oculaire du Petit gravelot est bien marqué en période nuptiale.

Chez les oiseaux, l’anneau oculaire est une partie anatomique nue, plus ou moins développée et plus ou moins colorée, qui forme un cercle autour de l'œil. Chez certaines espèces, l'anneau oculaire est particulièrement contrasté. 